# Carpathian Forest
A Carpathian Forest egy black metal együttes, amely 1990-ben alakult a norvégiai Sandnesben. A zenekart Nattefrost és Nordavind alapította meg, akik az együttes fő irányítói is voltak, Nordavind 2000-es kilépéséig. Mára már csak Nattefrost maradt az eredeti tagságból, aki egyben az együttes vezetőjének is tekinthető. Első albumuk csak 1998-ban jelent meg, de a későbbiekben sem adtak ki sok lemezt (eddig összesen hatot). Az együttes a korai időkben szinte egyáltalán nem adott koncerteket, de a 2000-es években már több turnét is lebonyolítottak, valamint a fesztivál meghívásoknak is eleget tettek. Mindezek ellenére a norvég black metal egyik kultikus zenekarává váltak, akik számos későbbi black metal formációra gyakoroltak befolyást.

## Történet
Kezdetben a The Childmolesters, majd az Enthrone nevet használták. Az Enthrone 1991-ben Black Winds címmel kiadott egy demót, majd 1992-ben felvették a Carpathian Forest nevet. Ezt követően rögzítettek egy ötszámos Bloodlust and Perversion című demót, amelyet 1993-ban még egy követett a sorban Journey Through the Cold Moors of Svarttjern címmel. Az anyagokból áradó sötét atmoszféra és a primitív megközelítés megdöbbenést váltott ki extrém metal körökben, melyek révén az együttes azonnal kultikus státuszt vívott ki magának. Az együttes az Avantgarde Music kiadóval kötött szerződést, ahol az említett két demó csak 1997-ben jelent meg egybefűzve Bloodlust and Perversion címmel. Erre a kiadványra még a 93-as Rehearsal Tape demó is felkerült, amelyen megtalálható a Bathory Call From the Grave és a Venom Warhead című szerzeménye is. A felvételeken Nattefrost és Nordavind mellett Lord Blackmangler vett részt, mint dobos. 1993-ban még elkészítettek egy In These Trees Are My Gallows című demót is. 1992 és 1993 között Damnatus basszusgitározott a zenekarban, 1993-ban pedig Grimm volt a dobosuk.
1995-ben egy Through Chasm, Caves and Titan Woods elnevezésű EP-t adtak ki, amelynek a címe Edgar Allan Poe Dreamland című verséből származik. A The Eclipse/The Raven című szerzemény pedig a költő El Cuervo versének a szövegéből merít. Az EP-n Nattefrost és Nordavind társa John M.Haar basszusgitáros és Svein H. Kleppe dobos volt. Az együttesnek nem állt szándékában a kereskedelmi sikerek megcélozása, ezért három évig nem lehetett hallani felőlük. 1998-ban jelent meg a debütáló nagylemezük a Black Shining Leather, amelyre A Forest címmel egy The Cure átirat is felkerült. Az albumon már Lars Nedland dobjátéka hallható, aki session zenészként csatlakozott hozzájuk 1997-ben. 1998-ban került sor az együttes első koncertjére, amely a Norvégiában fekvő Kristiansand városban került megrendezésre a Quart Festivalon. A Carpathian Forest mellett az Immortal és a Satyricon is fellépett a rendezvényen. A koncerten Vrangsinn billentyűs hangszereken, Tchort basszusgitáron, míg Anders Kobro dobokon segítette ki a zenekart. A három zenész 1999-ben hivatalosan is csatlakozott a zenekarhoz, akikkel főzenekarként Németországban is adtak egy koncertet az Under the black fesztiválon. Második stúdióalbumukat Strange Old Brew címmel adták ki 2000-ben, amelyre a hallgatóság megdöbbenésére szaxofon és nagyzenekari témák is felkerültek. Még ez évben He's Turning Blue címmel egy EP-t is piacra dobtak. 2001-ben a Ghoul című dal feldolgozásával részt vettek az Originators of the Northern Darkness – A Tribute to Mayhem című Mayhem tribute albumon.
Harmadik albumukat 2001-ben adták ki Morbid Fascination of Death címmel, amelyet csakúgy mint a Strange Old Brew albumot és a He's Turning Blue EP-t Terje Refsnes producerrel vettek fel a sandnesi Sound Suite stúdióban. A lemezen még szerepelt Nordavind, de mire az megjelent már kilépett az együttesből. Távozásával Vrangsinn lett a basszusgitáros, míg Tchort már csak a gitárral foglalkozhatott. Az Anders Kobro, Vrangsinn, Tchort és Nattefrost felállású négyes 2002 szeptembere és augusztusa között vonult be a Sound Suite stúdióba (Terje Refsnes producerrel), hogy rögzítsék negyedik albumukat. Még mielőtt elkészültek volna vele, napvilágot látott egy We're Going to Hell for This című album, melyre koncertfelvételek és feldolgozások (Venom, Darkthrone, Discharge) kerültek fel. Következő stúdióalbumuk 2003-ban jött ki Defending the Throne of Evil címmel, amelyet már a Season of Mist kiadó jelentetett meg. Az albumot általában jól fogadták a kritikusok, amely a zenekar első olyan kiadványa volt, ahol nagy szerepet tulajdonítottak a szimfonikus hangzásnak. Az albumot meg is turnéztatta a zenekar, ahol a Tsjuder és az E-Force voltak az előzenekaraik. A körút során Magyarországon is felléptek. 2003-ban Blood Pervertor (Goran Boman) gitárossal bővült ki az együttes. 2004-ben egy We're Going to Hollywood for This – Live Perversions címmel egy koncert DVD-t adtak ki, majd egy Skjend Hans Lik című válogatásalbum is napvilágot látott. Erre az anyagra a Bloodlust and Perversion demó néhány dalának új változata, és addig kiadatlan felvételek is felkerültek.
Következő egyben utolsó stúdióalbumukat 2006-ra készítették el, amelynek a Fuck You All!!!! Caput tuum in ano est címet adták. A lemez a korábbi munkáik közül a Black Shining Leather világához áll a legközelebb, vagyis a nyersebb, sokszor thrash metalos megközelítés jellemzi.
A kiadása után több koncertet is adtak, a legutolsót 2009-ben az Inferno Festivalon. Az együttes megerősítette azokat a pletykákat, miszerint egy új album várható tőlük.

## Diszkográfia

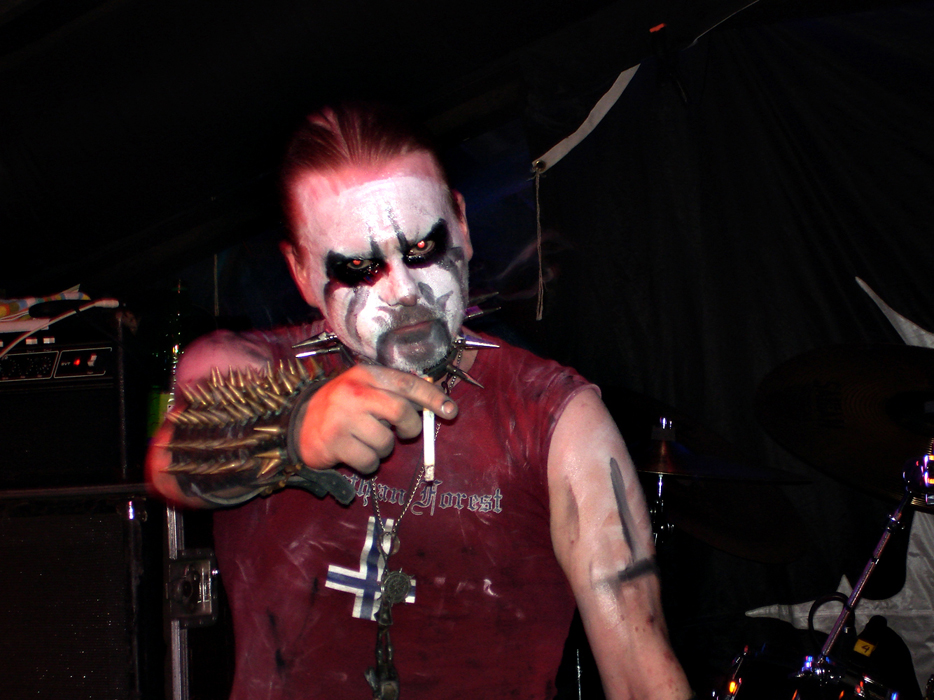
Nattefrost 2006-ban.

### Stúdióalbumok és EP-k
- Through Chasm, Caves and Titan Woods (1995)
- Black Shining Leather (1998)
- Strange Old Brew (2000)
- He's Turning Blue EP (2000)
- Morbid Fascination of Death (2001)
- Defending the Throne of Evil (2003)
- Fuck You All!!!! Caput tuum in ano est (2006)

### Válogatásalbumok
- Bloodlust and Perversion (1997)
- We're Going to Hell for This (2002)
- We're Going to Hollywood for This – Live Perversions (2004, DVD)
- Skjend Hans Lik (2004)

### Demók
- Bloodlust & Perversion (1992)
- Journey through the Cold Moors of Svarttjern (1993)
- In These Trees Are My Gallows (1993)
- Rehearsal Tape (1993)

### Bootleg kiadványok
- Live In Darkness
- Eternal Darkness

## Tagok

### Jelenlegi tagok
- "Hellcommander" Nattefrost (Roger Rasmussen) – ének, gitár, produkciós munkálatok, basszusgitár (1990–napjainkig)
- Vrangsinn – Vokál, basszusgitár, gitár, billentyűs hangszerek, produkciós munkálatok és mérnöki feladatok (1999–napjainkig)
- Anders Kobro – dob (1999–napjainkig)
- Jonathan A. Perez – session dobos koncerteken (2013-napjainkig)

### Korábbi tagok
- John Nordavind – vokál, gitár, basszusgitár, billentyűs hangszerek (1990–2000)
- Lazare (Lars Nedland) – session dobos (1997)
- Mothörsen (Arvid Thorsen) – Session szaxofonos (2000–2004)
- Kulde (Eivind Kulde) – session billentyűs a koncerteken (2002)
- Nina Hex – vokál (2000–2001)
- I.K. Hellslut – vokál (2004)
- Lord Blackmangler – dob (1992)
- Damnatus – basszusgitár (1992-1993)
- Grimm (Erik_Brødreskift) – Dob (1993)
- John M.Haar – basszusgitár (1995)
- Svein H. Kleppe – dob (1995)
- Tchort (Terje Vik Schei) basszusgitár, gitár (1999-2009) gitár (2012-2014)
- Blood Pervertor (Goran Boman) – gitár (2003–2014)

### Idővonal

Hellfest 2013
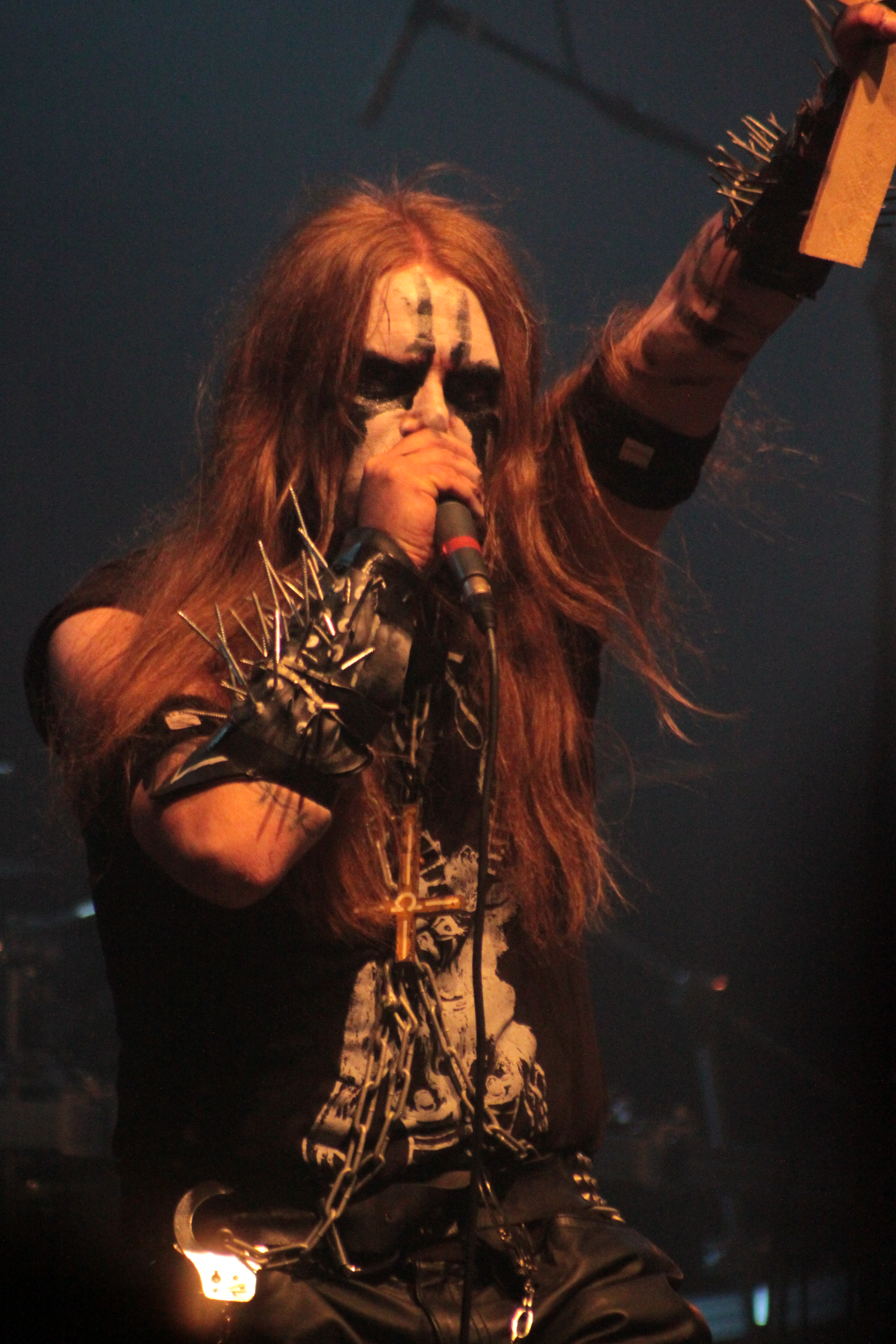
Nattefrost.
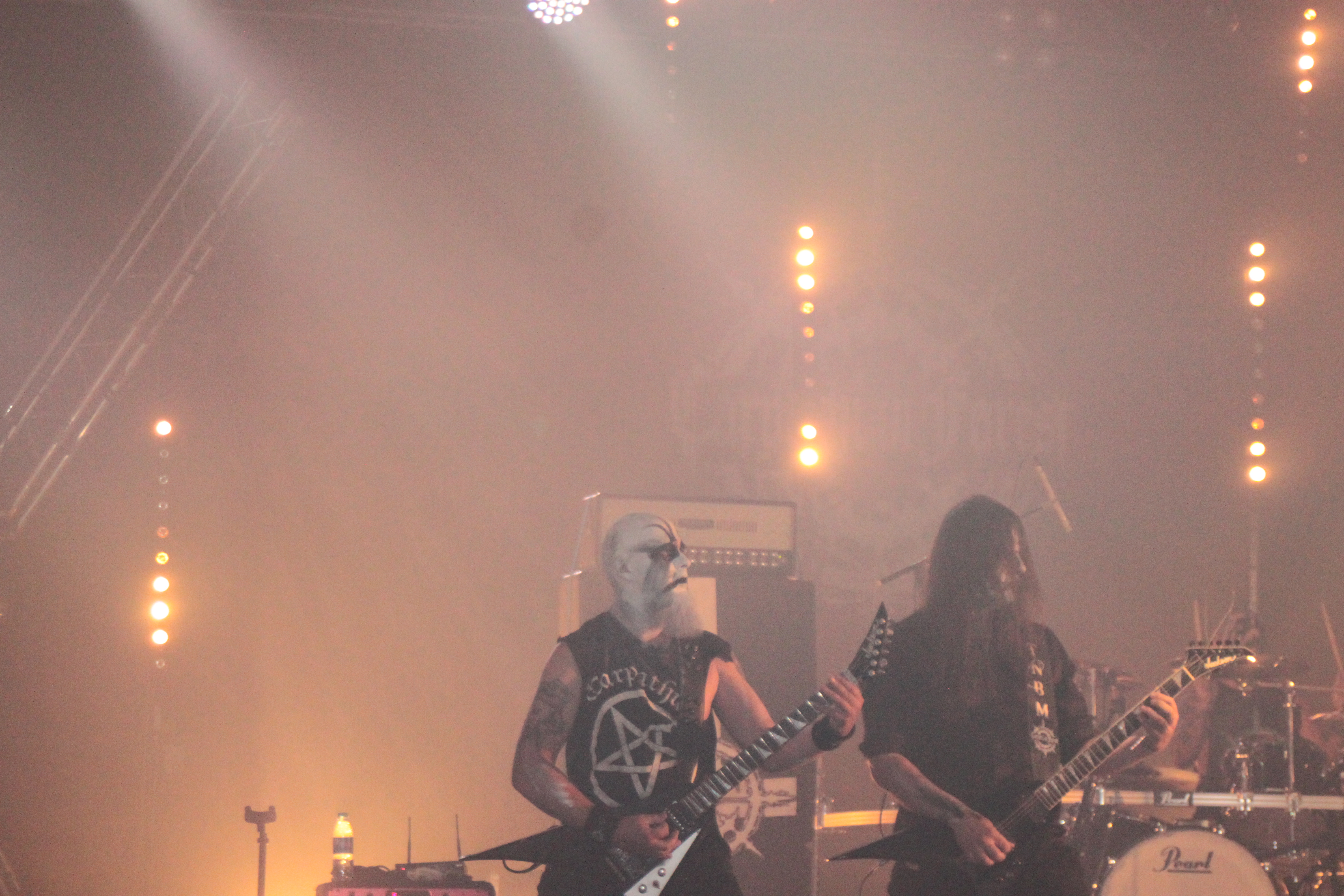
Tchort & Blood Pervertor.
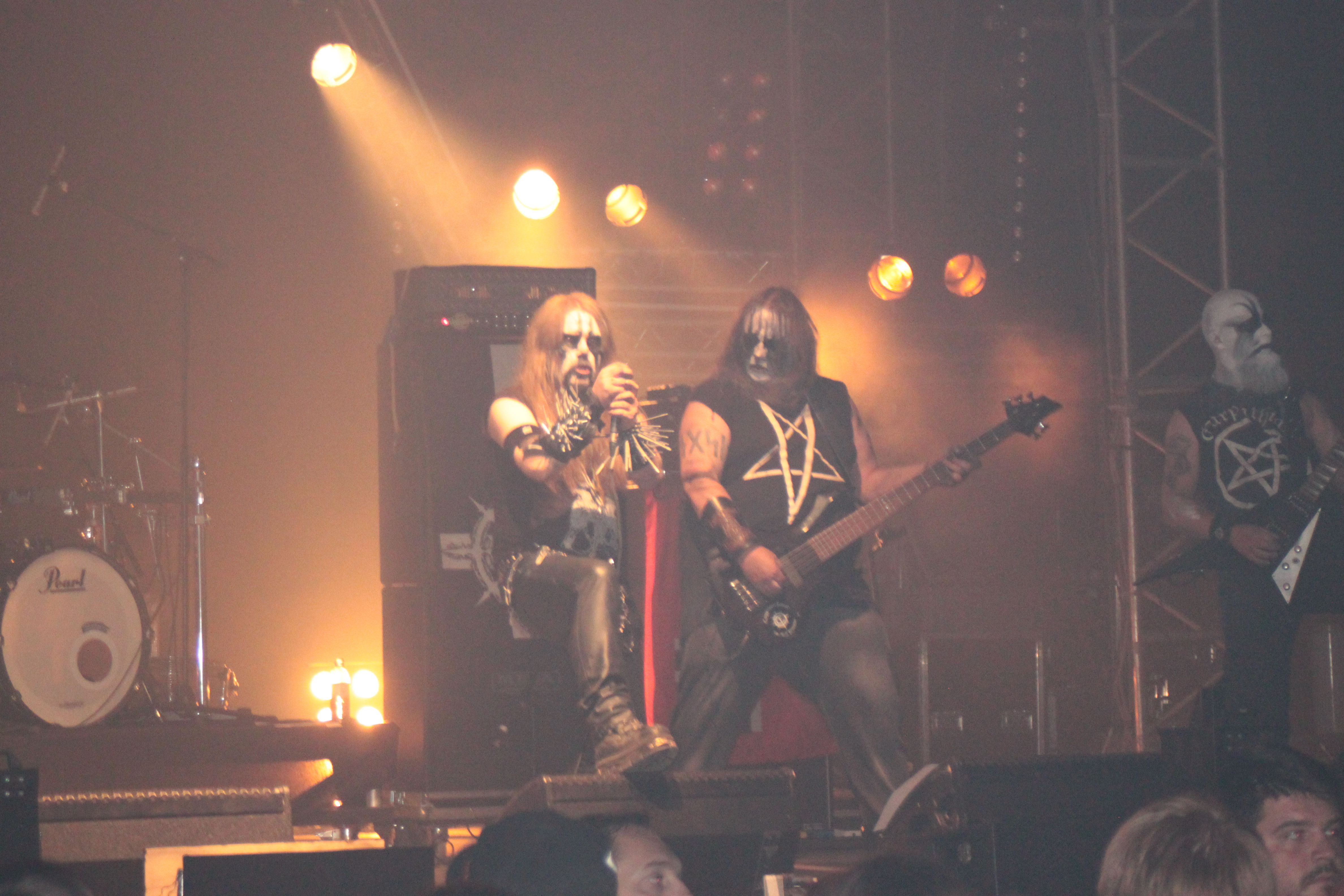
Nattefrost, Vrangsinn & Tchort.
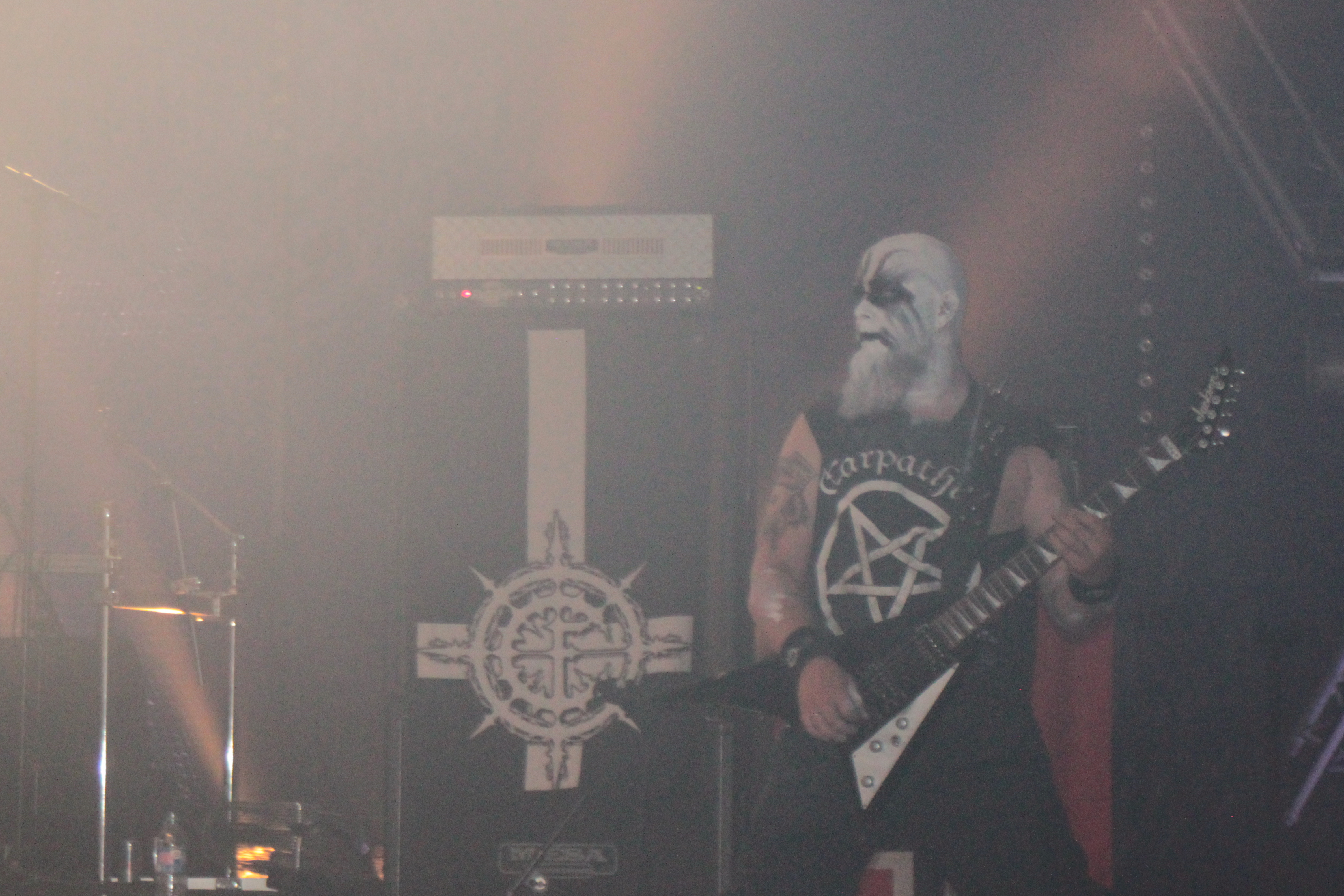
Tchort.
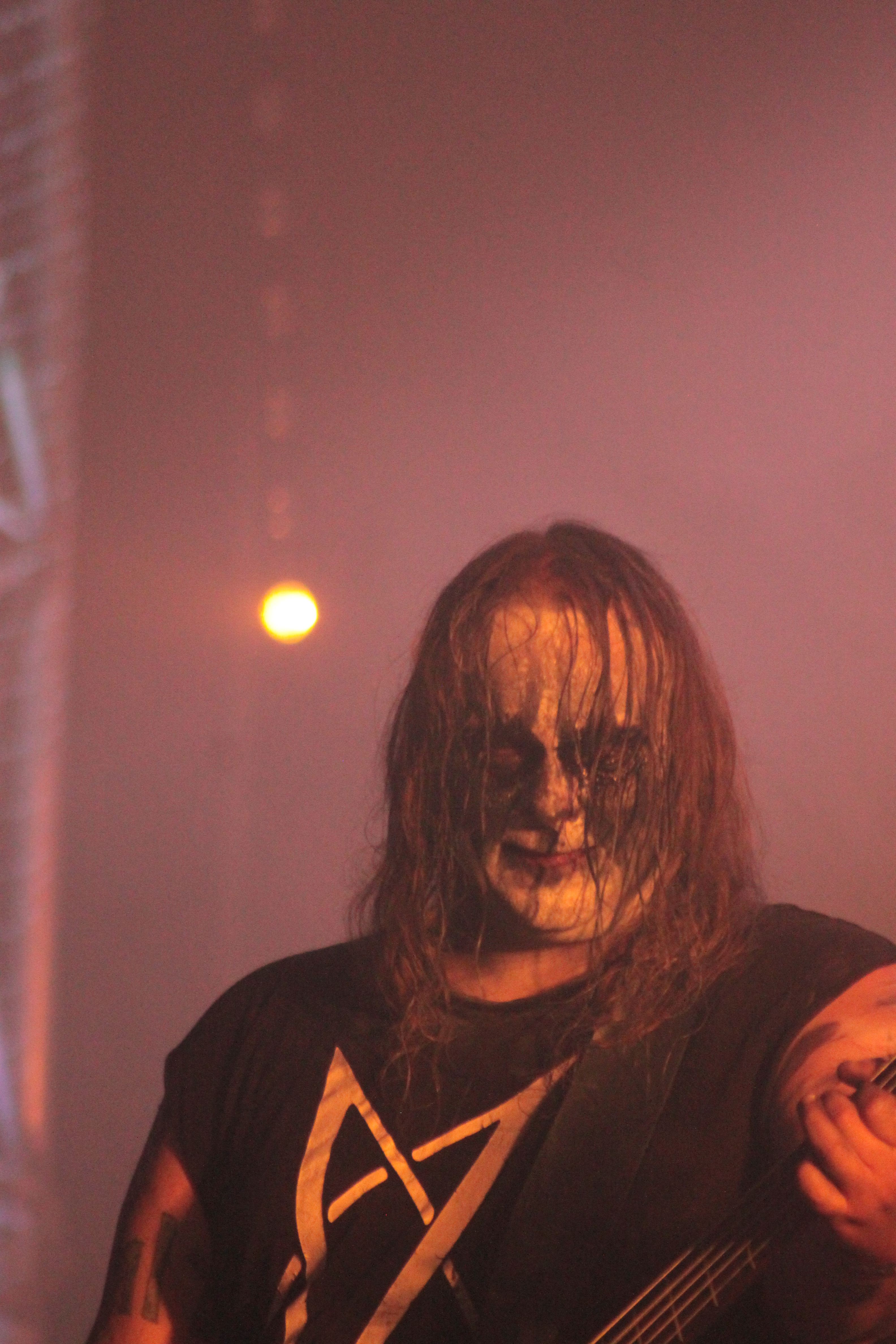
Vrangsinn.